# Отобијано
Отобијано (итал. Ottobiano) је насеље у Италији у округу Павија, региону Ломбардија.
Према процени из 2011. у насељу је живело 1090 становника. Насеље се налази на надморској висини од 96 м.

## Становништво
Према резултатима пописа становништва 2011. у општини је живело 1.181 становника.
| 1931. | 1936. | 1951. | 1961. | 1971. | 1981. | 1991. | 2001. | 2011. |
| ----- | ----- | ----- | ----- | ----- | ----- | ----- | ----- | ----- |
| 2.142 | 2.197 | 2.093 | 1.854 | 1.438 | 1.190 | 1.092 | 1.131 | 1.181 |